# كرايغ ساذرلاند
كرايغ ساذرلاند (بالإنجليزية: Craig Sutherland)‏ هو لاعب كرة قدم بريطاني في مركز الهجوم، ولد في 17 ديسمبر 1988 في إدنبرة في المملكة المتحدة. لعب مع نادي إيست فيف ونادي بلاكبول ونادي بليموث أرجايل ونادي ستنهاوسموير ونادي كاودينبيث ونادي وكينغ.

## وصلات خارجية
- كرايغ ساذرلاند على موقع قاعدة بيانات كرة القدم.إي يو (الإنجليزية)
- كرايغ ساذرلاند على موقع Soccerbase.com (لاعب) (الإنجليزية)